# Rozen Maiden-afsnit
Denne side indeholder en oversigt over alle afsnit fra animeserien Rozen Maiden.
Seriens første sæson, Rozen Maiden, blev første gang sendt i Japan i perioden fra den 7. oktober 2004, og frem til den 23. december samme år. Serien bestod i alt af 12 afsnit.
Rozen Maiden träumend, som var seriens anden sæson, bestod også af i alt 12 afsnit, og blev første gang sendt i Japan fra den 20. oktober 2005, til den 5. januar 2006.
En OVA-lignede mini-sæson kaldet Rozen Maiden ouvertüre, blev sendt i Japan den 22. og 23. december 2006, og bestod kun af to afsnit.

## Rozen Maiden
| # | Titel                                               | Sendt første gang |
| --- | --------------------------------------------------- | ----------------- |
| |                                                     |                   |
| 01 | "Rose Maiden" "Bara Otome" (薔薇乙女 Fräulein Rose) | 7. oktober 2004   |
| Jun Sakurada er en hikikomori, altså en dreng der har valgt at isolere sig fra omverden, og lovligt undgår skolen. Han bruger sin tid på at bestille "overnaturlige" genstande online, blot for at levere dem tilbage. En dag modtager han et brev der spørger om han vil "trække op" eller "ikke trække op". Jun acceptere uden større omtanke, hvilket til gengæld får en mystisk boks til at dukke op i hans værelse. Inde i boksen er en dukke der kan bevæge sig og tale! Hun er "Shinku, den femte Rozen Maiden dukke." |                                                     |                   |
| 02 | "Hinaichigo" (雛苺 Kleine Beere)                    | 14. oktober 2004  |
| Dette afsnit introducerer endnu en Rozen Maiden dukke, Hinaichigo og hendes medium, Tomoe. Hinaichigo er altid ked af at Tomoe aldrig har tid til at lege med hende. Shinku viser Jun portalen til Hinaichigos verden, hvor dukkerne må kæmpe mod hinanden i Alice Game. |                                                     |                   |
| 03 | "Suigintou" (水銀燈 Mercury Lampe)                  | 21. oktober 2004  |
| Hinaichigo bor nu også i Juns hus. Mens Nori (og selv Jun) prøver at finde ud af hvad Hinaichigos "unyuu" er, dukker endnu en Rozen Maiden dukke op, ved navn Suigintou. |                                                     |                   |
| 04 | "Suiseiseki" (翠星石 Jade Stern)                    | 28. oktober 2004  |
| Da en flyvende boks bryder ind på Juns værelse, introduceres vi for Suiseiseki, den tredje Rozen Maiden dukke. Hun føre alle ind i Jun drømmeverden, der viser sig at være et livløst område fyldt med minder fra Juns fortid. Dukken viser dem også hvordan alle har et sjæletræ der gro inden i dem. |                                                     |                   |
| 05 | "The Stairway" "Kaidan" (階段 Die Treppe)           | 4. november 2004  |
| Et comic relief afsnit. Hinaichigo og Jun kæmper mod Suiseiseki og Shinku i et skænderig om hvem der stjal Hinaichigos jordbær. |                                                     |                   |
| 06 | "Tears" "Namida" (涙 Tränen)                        | 11. november 2004 |
| Suigintou tager Hinaichigo som gidsel, sådan at Shinku, Jun og Suiseiseki bliver nødt til at gå ind i enter Suigintous verden for at kæmpe. Det lykkedes også for Jun at bringe en dukke tilbage til livet. Shinku kollapser i slutningen af afsnittet. |                                                     |                   |
| 07 | "Dreams" "Yume" (夢 Träume)                         | 18. november 2004 |
| For at kunne rede Shinku, og senere Hinaichigo, bliver Jun nødt til at konfrontere sin frygt for hans skole, og hente en som han har opdaget der. |                                                     |                   |
| 08 | "Souseiseki" (蒼星石 Lapislazuli Stern)             | 25. november 2004 |
| Dette afsnit introducerer Souseiseki, en Rozen Maiden dukker der bor sammen med en gammel mand. Den gamle mand behandler altid Souseiseki som hans afdøde sin, og dukken er derfor tvunget til at blive sammen med ham. Suiseiseki blev traumatiseret over at hendes tvillingesøster valgte den gamle mand over hende selv. Suigintou blander sig kort efter. |                                                     |                   |
| 09 | "The Prison" "Ori" (檻 Das Gefängnis)               | 2. december 2004  |
| Den gamle mands fortid bliver afsløret: Da hans søn for lang tid siden døde i en trafikulykke, faldt hans kone ind i en lang, dyb søvn. Da mande er i chok over at miste sin familie, længes manden nu efter sin søn. Suigintou tager kontrol over den gamle mands drømmeverden og fange Jun og dukkerne i den. Senere tager hun Souseiseki kunstige sjæl, Renpika, og true Suiseiseki til også at give hende hendes kunstige sjæl, Sui Dream, for at rede Jun.                                                               |                                                     |                   |
| 10 | "Parting" "Betsuri" (別離 Abschied)                 | 9. december 2004  |
| Suigintou inviterer Shinku til en kamp om vinderens Rosa Mystica ved midnat. Resten af dagen er Shinku foruroligende stille, og ingen ved hvorfor. Hun snakker dog med Jun, og forklarer at det at leve betyder at kæmpe. Afsnittet ender med at Shinku siger farvel til Jun ved midnat, da denne kamp kan komme til at koste Shinku hendes liv. |                                                     |                   |
| 11 | "Destiny" "Unmei" (運命 Schicksal)                  | 16. december 2004 |
| Kampen mellem Suigintou og Shinku begynder. Suigintou lukker dog Jun inde i hans drømmeverden, hvor hans minder langsomt vil få ham til at bryde sammen. Jun begynder at lide, og ser sig selv som ubrugelig, mens Nori, Hinaichigo, Suiseiseki og Souseiseki blander sig i kampen. |                                                     |                   |
| 12 | "Shinku" (真紅 Reiner Rubin)                        | 23. december 2004 |
| Kampen konkluderes med at inden af dem vinder. Rozen Maiden dukkerne har dog forandret Jun. Han er ikke længere bange for verden udenfor, og løse konflikter han har haft med andre. Efter kampen forsvinder Shinku for en tid. |                                                     |                   |

## Rozen Maiden träumend
| # | Titel                                           | Sendt første gang |
| --- | ----------------------------------------------- | ----------------- |
| |                                                 |                   |
| 01 | "Barasuishou" (薔薇水晶 Rozenkristall)          | 20. oktober 2005  |
| Jun er kommet sig over sin fortid, og må nu indhente alt det tabte arbejde før han rigtig kan komme tilbage i skole. Suiseiseki og Souseiseki bryder som sædvanlig ind i Juns hus, hvor dukkerne leger med hindanden og alt er ved det gamle. Shinku begynder dog at få skrækkelige mareridt om Suigintou. Den syvende Rozen Maiden dukke, Barasuishou bliver introduceret.    |                                                 |                   |
| 02 | "Enju" (槐 Enju)                                | 27. oktober 2005  |
| Shinku påstår at den syvende dukke aldrig før er blevet set af hendes søstre, og at Barasuishous pludselige fremtræden derfor er et tegn fra Father om snart at afslutte Alice Game. Shinkus underlige opførsel fortsætte og Jun er fortsat bekymret for hende. Jun og Tomoe besøger også en dukke butik eget af en mand ved navn Enju.                                        |                                                 |                   |
| 03 | "Kanaria" (金糸雀 Kanarienvogel)                | 3. november 2005  |
| Den anden Rozen Maiden dukke, Kanaria, bliver introduceret. Hendes plan er i starten, at snige sig ind i Juns hus og stjæle de fire Rosa Mysticae fra hendes søstre. Der udbryder dog kaos, da dukkerne tror at en indbrudstyv prøver at bryde ind. |                                                 |                   |
| 04 | "Contract" "Keiyaku" (契約 Vereinbarung)        | 10. november 2005 |
| Suiseiseki bestemmer sig for at finde et medium, men hendes eneste mulighed er Jun, som hun ikke mener kan hjælpe hende. Eventuelt bliver Jun og dukkerne, inklusiv Kanaria, ført til Barasuishous verden, hvor hun varsler om Alice Game. |                                                 |                   |
| 05 | "The Letter" "Tegami" (手紙 Der Brief)          | 17. november 2005 |
| Endnu et comic relief afsnit. Hinaichigo prøver at sende et brev til Jun, Suiseiseki prøver at få Juns respekt, Suoseiseki prøver at holde orden i huset, og Kanaria prøver endnu engang at bryde ind i Juns hus. Shinku og Jun holder sig i baggrunden af begivenhederne i dette afsnit.                                                                                      |                                                 |                   |
| 06 | "Angel" "Tenshi" (天使 Engel)                   | 24. november 2005 |
| Suigintou vender tilbage og laver en kontrakt med den syge Megu, hvis eneste ønske er at dø, da hun insistere på at hun er ufuldendt, i stykker og "junk". Vil Suigentou gøre op med sin mørke fortid, efter at have hørt på Barasuishou og Shinku? |                                                 |                   |
| 07 | "Tea Party" "Chakai" (茶会 Teegesellschaft)     | 1. december 2005  |
| Kanaria gør det til hendes mål til at kæmpe, med henblik på både at forblive i live og for at gøre hende medium, Micchan, lykkelig. Konflikterne bliver dog løst, og Kanaria opfylder sit mediums ønske på en anden måde. Souseiseki begynder at se en dybere mening i Alice Game, og begynder at tro på at hende og hendes søstre skal kæmpe.                                 |                                                 |                   |
| 08 | "Doll Maker" "Ningyoushi" (人形師 Puppenmacher) | 8. december 2005  |
| Efter at have set et syn af Father, ser Souseiseki den dybere mening med Alice Game. Efter at have set Enju og hans følelser for dukker, begynder Jun at tænke mere på Rozen og hans følelser over for sine dukker. Souseiseki beslutter sig for at kæmpe mod sine søstre, tage deres Rosa Mysticae, og blive til Alice.                                                       |                                                 |                   |
| 09 | "The Reproach" "Kai" (戒 Der Tadel)             | 15. december 2005 |
| Suiseiseki bliver bekymrede for hendes tvillingesøster. Hvad forsøger Souseiskei at fortælle dem? Svaret synes at findes hos Barasuishou og Suigintou. |                                                 |                   |
| 10 | "Tomoe" (巴 Tomoe)                              | 12. januar 2006   |
| Souseiseki er tvunget til at møde en tragisk skæbne, og for at gøre det endnu værre ser Shinku, at det samme gælder for Hinaichigo. Hinaichigo er også selv klar over hendes skæbne, og deler sine sidste stunder med Tomoe. Der er dog ingen tid til at sørge, da Laplace, Barasuishou og Enju ser ud til at have lagt en fælde for Jun og de resterende Rozen Maiden dukker. |                                                 |                   |
| 11 | "Rose Garden" "Baraen" (薔薇園 Rosengarten)     | 19. januar 2006   |
| Da Father's ønske endnu ikke er blevet opfyldt, bliver de rasterende dukker nødt til at kæmpe mod Barasuishou og Suigintou. Hvad vil der ske med Alice, når tingene begynder at lakke mod enden? |                                                 |                   |
| 12 | "Alice" "Shoujo" (少女 Alice)                   | 26. januar 2006   |
| Konflikterne bliver løst, og kampene kommer til ende. Jun lære den chokerende sandhed om Barasuishou, Enju og Rozen. Afsnittet (og serien) slutter med en række løse ender; hvem var Laplace egentlig? Og hvem var dukken han dansede med i N-Fieldet? Og hvad sker der med Father og Alice?                                                                                   |                                                 |                   |

## Rozen Maiden ouvertüre
| # | Titel                                | Sendt første gang |
| --- | ------------------------------------ | ----------------- |
| |                                      |                   |
| 01 | "Eternity" "Yuukyuu" (悠久 Ewigkeit) | 22. december 2006 |
| Afsnittet finder sted midt i Träumend. Souseiseki fortæller Jun historien om Rozen Maiden dukkernes fortid, da de levede i London i det 19'ende århundrede, og da Shinku første gang mødte Suigintou... |                                      |                   |
| 02 | "Vanity" "Kyoshoku" (虚飾 Eitelkeit) | 23. december 2006 |
| I starten var Suigintou blot en uskyldig og forvirret sukke... Indtil en række misforståelser ledte hende til at hade Shinku.                                                                           |                                      |                   |